# フリードリヒ・ヴィルヘルム (シュレースヴィヒ＝ホルシュタイン＝ゾンダーブルク＝グリュックスブルク公)
フリードリヒ・ヴィルヘルム・フォン・シュレースヴィヒ＝ホルシュタイン＝ゾンダーブルク＝グリュックスブルク（ドイツ語: Friedrich Wilhelm von Schleswig-Holstein-Sonderburg-Glücksburg, 1785年1月4日 - 1831年2月17日）は、シュレースヴィヒ＝ホルシュタイン＝ゾンダーブルク＝グリュックスブルク（グリュクスボー）公（在位：1825年 - 1831年）。新グリュックスブルク家の祖。デンマーク語名はフレゼリク・ヴィルヘルム・ア・スレースヴィ・ホルステン＝セナーボー＝グリュクスボー（Frederik Vilhelm af Slesvig-Holsten-Sønderborg-Glücksborg）。デンマーク王クリスチャン9世の父親。

## 生涯
シュレースヴィヒ＝ホルシュタイン＝ゾンダーブルク家の一員でプロイセンの軍人だったベック公フリードリヒ・カール・ルートヴィヒとその妻のシュリーベン伯爵夫人フリーデリケの間の長男として、東プロイセンのリンデナウ（現在のポーランド共和国ヴァルミア＝マズールィ県リポヴィナ）で生まれた。
若い頃に本家筋のデンマーク王フレゼリク6世とその王妃マリーに預けられた。フリードリヒ・ヴィルヘルムはフレゼリク6世から厚遇され、1810年には王妃の妹であるヘッセン＝カッセル公女ルイーゼ・カロリーネ（デンマーク王フレゼリク5世の孫娘）と結婚し、義理の兄弟となった。
1816年、父の死に伴ってベック公爵位を相続した。1825年、王の許しを得てシュレースヴィヒ公国のグリュックスブルク城の城主となり、シュレースヴィヒ＝ホルシュタイン＝ゾンダーブルク＝グリュックスブルク公を称した。古グリュックスブルク家は1779年に断絶していたため、その家名を引き継ぐ形となった。1831年、ゴットルフ城で死去した。

## 子女
ルイーゼとの間に7男3女を儲けた。
- ルイーゼ・マリー（1810年 - 1869年） - フリードリヒ・フォン・ラスペルク伯爵と初婚、アルフレート・フォン・ホーエンタール伯爵と再婚
- フリーデリケ（1811年 - 1902年） - 1834年、アンハルト＝ベルンブルク公アレクサンダー・カールと結婚
- カール（1813年 - 1873年） - グリュックスブルク家家長
- フリードリヒ（1814年 - 1885年） - グリュックスブルク家家長
- ヴィルヘルム（1816年 - 1893年）
- クリスティアン（1818年 - 1906年） - デンマーク王クリスチャン9世
- ルイーゼ（1820年 - 1894年） - イッツェホーエの女子修道院長
- ユリウス（英語版）（1824年 - 1903年） - エリーザベト・フォン・ツィーゲザーと貴賤結婚
- ヨハン（フランス語版）（1825年 - 1911年）
- ニコラウス（1828年 - 1849年）

| 先代 フリードリヒ・カール・ルートヴィヒ                                | ベック公 1816年 - 1825年             | 次代 （グリュックスブルク公へ称号変更） |
| 先代 フリードリヒ・ハインリヒ・ヴィルヘルム （古グリュックスブルク家） | グリュックスブルク公 1825年 - 1831年 | 次代 カール                             |